# Edson Elias
Edson Lopes Elias (Rio de Janeiro, 11 de fevereiro de 1947 — Paris, 16 de maio de 2008) foi um pianista e organista clássico brasileiro, radicado na França. Foi considerado um dos pianistas brasileiros de maior sucesso no exterior.[carece de fontes?]

## Biografia
Foi professor da Escola Normal de Música de Paris, Alfred Cortot, e do Conservatório de Música de Genebra. Recebeu inúmeros prêmios internacionais, integrou vários júris em competições no Brasil, Europa e Japão, e tem diversos discos.
Havia terminado em 2008 de escrever um livro sobre técnicas de piano que seria lançado na África do Sul. O pianista programava a tradução do mesmo para o português para lançamento posterior no Brasil.
Seu talento precoce começou muito cedo quando sua mãe o colocou para tocar aos cinco anos de idade. A partir daí não se separou mais do instrumento, estudando primeiramente no Brasil. Se formando na Escola de Música da UFRJ, partiu em seguida para a Áustria onde se aperfeiçoou na Academia de Música de Viena. Lá recebeu o mais alto prêmio concedido a estudantes pelas universidades austríacas. Começou então uma sucedida carreira que o levou a vencer quinze concursos internacionais.
Entre os vários prêmios internacionais que ganhou, estão: Medalha de ouro da Escola de Música da UFRJ, o Auszeichnung da Academia de Viena e o Würdigungspreis do Ministério da Cultura da Áustria, o pianista Edson Elias laureou-se em 15 concursos internacionais na Áustria, França, Itália, Suíça, Espanha, Japão e Brasil: Prêmios Beethoven, Viotti, Rachmaninoff, Iturbi, Epinal, Monza, Bolzano, Tóquio, entre outros.
Atuou em turnês com a New Japan Philharmonic, Orquestra da Rádio Austríaca, Tonkünstlerorchester, Orquestra Sinfônica Brasileira, Orquestra Sinfônica do Estado de São Paulo, Orquestra Gulbenkian, Orquestra Sinfónica de Valência, Orquestra Sinfónica de Ayacucho, Filarmônica de Poznan, Philarmonique de Lorraine, Orquestra da Lituânia, Filarmônica de Erevan, Orquestra Pasdeloup, Orchestre Philarmonique de L’Europe, Orchestre de la Drôme, entre outras.
Foi membro fundador de três academias internacionais de piano na França. Professor da Classe de Virtuosismo do Conservatório de Música de Genebra, na cadeira outrora ocupada por Maria Tipo, Nikita Magaloff e Dinu Lipatti, após ter sido escolhido em 1993 por unanimidade em concurso. Em 2002, também por unanimidade em concurso, assumiu uma cadeira no Conservatório Nacional Superior de Música de Lyon.
Tocou na Europa, América do Sul, Japão, sendo solista de orquestras como a Pasdeloup (francesa), a New Philarmonia do Japão, Orquestra Sinfônica Brasileira e OSESP. Também fez excursões artísticas pelo Brasil e Espanha com o soprano Gundula Janowitz. Aos poucos, foi se interessando pelo caráter pedagógico do piano.
Era casado com a pianista paraense Maria Helena, uma especialista em Villa-Lobos, e tinha uma filha chamada Vanessa. Deixou pai, tias e primos de primeiro e segundo grau no Brasil.
Faleceu a 16 de maio de 2008 em decorrência de complicações de uma prostectomia radical no Hospital Saint-Joseph em Paris.
| Ano  | Competição                                        | Cidade         | Prêmio    |
| ---- | ------------------------------------------------- | -------------- | --------- |
| 1973 | Prêmio Rachmaninov                                | Rio de Janeiro | 1ª prêmio |
| 1975 | Concorso Pianistico Internazionale Gian B. Viotti | Vercelli       | 1ª prêmio |
| 1978 | Concorso Pianistico Internazionale Sala Gallo     | Monza          | 1ª prêmio |
| 1977 | V Internationaler Beethoven Klavierwettbewerb     | Viena          | 2ª prêmio |
| 1979 | VII Concours Internationale de Piano d'Épinal     | Épinal         | 2ª prêmio |
| 1981 | I José Iturbi International Piano Competition     | Valência       | 2ª prêmio |